# فهرست آثار ملی شهرستان دنا
شهرستان دنا یکی از شهرستان‌های استان کهگیلویه و بویراحمد است. مرکز این شهرستان، شهر سی‌سخت است و سی‌سخت در دامنه کوه دنا بلندترین کوه رشته‌کوه زاگرس جای گرفته‌است و هفتمین شهر مرتفع ایران هست و منطقه‌ای گردشگری به‌شمار می‌آید.

## آثار ثبت‌شده
| ردیف | نام اثر                        | نگاره          | دیرینگی                                     | موقعیت                                                                               | شمارهٔ ثبت | تاریخ ثبت  | منبع  |
| ---- | ------------------------------ | -------------- | ------------------------------------------- | ------------------------------------------------------------------------------------ | --------- | ---------- | ----- |
| ۱    | تپه ملاکائیه (کوشک ملاکائیه)   | بارگذاری تصویر | هزاره ۳ ق‌م                                  | ۱ کیلومتری قریه بادنگان علیا شهر سی سخت                                              | ۱۵۵۱      | ۱۳۵۶/۱۰/۱۹ | [ ۲ ] |
| ۲    | پل بزرگ پاتاوه                 |                | صفویه                                       | ۱ کیلومتری جنوب غربی قریه پاتاوه                                                     | ۱۵۷۰      | ۱۳۵۶/۱۰/۱۹ |       |
| ۳    | تخت شاه نشین/ پایه پل          |                | هخامنشی                                     | ۲ کیلومتری جنوب غربی پاتاوه                                                          | ۱۵۷۱      | ۱۳۵۶/۱۰/۱۹ |       |
| ۴    | غار دوفیری                     |                | صفویه                                       | پاتاوه، شمال غربی قریه بن زرد سفلی                                                   | ۱۵۷۲      | ۱۳۵۶/۱۰/۱۹ |       |
| ۵    | تپه دم چنار                    |                | هزاره ۴ و ۳ ق. م                            | ۴۰۰ متری دم چنار سالار عزیزی، ۵۰ متری جنوب پاسگاه انتظامی دم چنار                    | ۱۵۷۳      | ۱۳۵۶/۱۰/۱۹ |       |
| ۶    | ده دنا                         |                | ساسانی                                      | ۱ کیلومتری شمال شرقی قریه خونگاه                                                     | ۱۵۷۴      | ۱۳۵۶/۱۰/۱۹ |       |
| ۷    | گورستان پای چل                 |                | هزاره دو ق‌م                                 | روبروی قریه کرمی، از بخش سی سخت                                                      | ۱۵۷۶      | ۱۳۵۶/۱۰/۱۹ |       |
| ۸    | معماری برج خرف خانه            |                | تاریخی                                      | شهرستان دنا، بخش دروهان، ۴ کیلومتری غرب شهر سی سخت بر روی تپه من کوه                 | ۸۲۹۲      | ۱۳۸۲/۰۱/۲۴ |       |
| ۹    | محوطه باغ شفتالو               |                | اسلامی                                      | شهرستان دنا، بخش دروهان، جنوب غرب شهر سی سخت و به فاصله یک کیلومتری فرمانداری        | ۸۲۹۳      | ۱۳۸۲/۰۱/۲۴ |       |
| ۱۰   | محوطه آباده                    |                | اسلامی                                      | شهرستان دنا، بخش دروهان، ۱۰ کیلومتری غرب شهر سی سخت در دو طرف جاده سی سخت به توت نده | ۸۲۹۴      | ۱۳۸۲/۰۱/۲۴ |       |
| ۱۱   | محوطه قلعه کهنه                |                | تاریخی                                      | شهرستان دنا، بخش دروهان به فاصله یک کیلومتری شهر سی سخت                              | ۸۲۹۵      | ۱۳۸۲/۰۱/۲۴ |       |
| ۱۲   | تپه ده‌کهنه سی‌سخت               |                | اسلامی                                      | شهرستان دنا، بخش دروهان، سه کیلومتری جنوب غرب شهر سی سخت، منطقه شرونی                | ۸۲۹۶      | ۱۳۸۲/۰۱/۲۴ |       |
| ۱۳   | محوطه خهکی چیتاب               |                | تاریخی                                      | شهرستان دنا، ۱۰ کیلومتری غرب بخش چیتاب، ضلع جنوبی جاده چیتاب به دم چنار              | ۹۸۳۶      | ۱۳۸۲/۰۶/۱۱ |       |
| ۱۴   | محوطه امامزاده عبدالله چیتاب   |                | اسلامی                                      | شهرستان دنا یک کیلومتری غرب بخش چیتاب                                                | ۹۸۳۷      | ۱۳۸۲/۰۶/۱۱ |       |
| ۱۵   | محوطه پیشه‌ور                   |                | اسلامی                                      | شهرستان دنا، بخش مرکزی، دهستان دنا، ۳ کیلومتری روستای امیرآباد                       | ۹۸۳۸      | ۱۳۸۲/۰۶/۱۱ |       |
| ۱۶   | تل قلات                        |                | اسلامی                                      | شمال غربی شهر سی سخت، شمال تپه تلویزیون، داخل حوزه شهر                               | ۹۸۳۹      | ۱۳۸۲/۰۶/۱۱ |       |
| ۱۷   | قنات آب کل‌کل کنده‌زار           |                | ساسانی                                      | ۱۵ کیلومتری جنوب سی سخت، شمال روستای کل کل کنده زار                                  | ۹۸۴۰      | ۱۳۸۲/۰۶/۱۱ |       |
| ۱۸   | محوطه زنگوا                    |                | تاریخی                                      | شهرستان دنا، بخش کبکیان، دهستان چنار، منطقه زنگوا، شمال غرب پاسگاه دم چنار           | ۱۱۲۴۵     | ۱۳۸۳/۰۹/۰۷ |       |
| ۱۹   | قبرستان قدیمی ده بزرگ پر اشکفت |                | اسلامی ـ اواخر قاجار                        | شهرستان دنا، بخش کبگیان، ۲۰۰م غرب روستای ده بزرگ پر اشکفت                            | ۱۲۰۹۶     | ۱۳۸۴/۰۴/۱۲ |       |
| ۲۰   | قبرستان چیتاوه                 |                | هزاره اول ق م                               | شهرستان دنا، بخش کبکیان، دهستان پیر اشکفت، جنوب و جنوب غرب روستای چیتاوه             | ۱۳۷۸۵     | ۱۳۸۴/۰۸/۲۵ |       |
| ۲۱   | محوطه تلخاب گندم کش            |                | اسلامی                                      | شهرستان دنا، بخش کبکیان، دهستان چیتاب، ۱۰ کیلومتری غرب روستای چیتاب                  | ۱۳۷۸۹     | ۱۳۸۴/۰۸/۲۵ |       |
| ۲۲   | محوطه باغ ملک                  |                | صفویه                                       | شهرستان دنا، بخش کبکیان، دهستان چیتاب، ۴ کیلومتری غرب روستای جوزار                   | ۱۴۱۲۴     | ۱۳۸۴/۱۱/۰۹ |       |
| ۲۳   | محوطه (کوشکهای میمند)          |                | اسلامی                                      | شهرستان دنا، بخش پاتاوه، روستای میمند                                                | ۱۷۵۴۵     | ۱۳۸۵/۱۲/۰۶ |       |
| ۲۴   | قبرستان پیشه‌ور                 |                | اسلامی                                      | شهرستان دنا، بخش مرکزی، دهستان کریک، روستای امیرآباد                                 | ۱۷۵۴۶     | ۱۳۸۵/۱۲/۰۶ |       |
| ۲۵   | جدول آب حسن‌آباد                |                | اسلامی                                      | شهرستان دنا، بخش مرکزی، روستای حسن‌آباد                                               | ۱۷۵۴۷     | ۱۳۸۵/۱۲/۰۶ |       |
| ۲۶   | گورستان خونگاه (محوطه دنا)     |                | اسلامی                                      | شهرستان دنا، بخش پاتاوه، روستای خونگاه (محوطه دنا)                                   | ۱۷۵۴۸     | ۱۳۸۵/۱۲/۰۶ |       |
| ۲۷   | حمام قدیمی سی سخت              |                | پهلوی ـ اول ۱۳۰۵ ش                          | شهرستان دنا، شهر سی سخت، حمام مطهری                                                  | ۱۷۵۴۹     | ۱۳۸۵/۱۲/۰۶ |       |
| ۲۸   | گورستان چال شاهین              |                | اواخر هزاره دوم ق‌م ـ اوایل هزاره اول ق‌م     | شهرستان دنا، بخش پاتاوه، روستای لما                                                  | ۱۷۵۵۰     | ۱۳۸۵/۱۲/۰۶ |       |
| ۲۹   | آسیاب خونگاه (محوطه دنا)       |                | قرون متأخر اسلامی                           | شهرستان دنا، بخش پاتاوه، دهستان پاتاوه، روستای خونگاه (محوطه دنا)                    | ۱۹۱۳۰     | ۱۳۸۶/۰۳/۰۳ |       |
| ۳۰   | قلعه روستای گورگنجو            |                | قرون متأخر اسلامی                           | شهرستان دنا، بخش مرکزی، دهستان توت نده، روستای گورگنجو                               | ۱۹۱۳۱     | ۱۳۸۶/۰۳/۰۳ |       |
| ۳۱   | آسیاب پیرو                     |                | قرون متأخر اسلامی                           | شهرستان دنا، بخش مرکزی، شهر سی سخت                                                   | ۱۹۱۳۲     | ۱۳۸۶/۰۳/۰۳ |       |
| ۳۲   | حمام قدیمی بیاره               |                | قرون متأخر اسلامی                           | شهرستان دنا، بخش مرکزی، دهستان دنا، روستای بیاره                                     | ۱۹۱۳۳     | ۱۳۸۶/۰۳/۰۳ |       |
| ۳۳   | گورستان گچسار ده برآفتاب       |                | قرون میانه اسلامی                           | شهرستان دنا، بخش مرکزی، دهستان دنا، روستای گچسار ده برآفتاب                          | ۱۹۱۳۴     | ۱۳۸۶/۰۳/۰۳ |       |
| ۳۴   | آسیاب کوخدان                   |                | متأخر اسلامی                                | شهرستان دنا، بخش مرکزی، دهستان دنا، روستای کوخدان                                    | ۱۹۱۳۶     | ۱۳۸۶/۰۳/۰۳ |       |
| ۳۵   | گورستان مور سلطانی ۲           |                | قرون میانه و متاخر اسلامی                   | شهرستان دنا، ۱۰ کیلومتری شرق شهر سی سخت، منطقه کوه گل (مور سلطانی)                   | ۲۴۶۷۱     | ۱۳۸۷/۱۱/۲۷ |       |
| ۳۶   | غار آباده                      |                | ساسانی ـ قرون اولیه اسلامی                  | شهرستان دنا، بخش مرکزی، ۳ کیلومتری شمال شرقی روستای توت نده                          | ۲۴۶۷۲     | ۱۳۸۷/۱۱/۲۷ |       |
| ۳۷   | گورستان مورسلطانی ۳            |                | قرون متاخر اسلامی                           | شهرستان دنا، ۱۰ کیلومتری شرق شهر سی سخت، منطقه کوه گل (مورسلطانی)                    | ۲۴۶۷۳     | ۱۳۸۷/۱۱/۲۷ |       |
| ۳۸   | محوطه و گورستان مورسلطانی ۱    |                | تاریخی ـ قرون اولیه و متاخر اسلامی          | شهرستان دنا، بخش مرکزی، ۱۰ کیلومتری شرق شهر سی سخت، منطقه کوه گل (مورسلطانی)         | ۲۴۶۷۴     | ۱۳۸۷/۱۱/۲۷ |       |
| ۳۹   | محوطه دشتک                     |                | تاریخی ـ قرون میانه و متاخر اسلامی          | شهرستان دنا، بخش مرکزی، شهر سی سخت، منطقه دشتک                                       | ۲۴۶۷۵     | ۱۳۸۷/۱۱/۲۷ |       |
| ۴۰   | محوطه کوه گل ۲                 |                | قرون میانه و متاخر اسلامی                   | شهرستان دنا، بخش مرکزی، ۱۰ کیلومتری شرق شهر سی سخت، منطقه کوه گل                     | ۲۴۶۷۶     | ۱۳۸۷/۱۱/۲۷ |       |
| ۴۱   | پناهگاه احمد غریب              |                | تاریخی ـ قرون اولیه و میانه اسلامی          | شهرستان دنا، بخش پاتاوه، دهستان پاتاوه، روستای احمد غریب                             | ۲۴۶۷۷     | ۱۳۸۷/۱۱/۲۷ |       |
| ۴۲   | قلعه دختر                      |                | تاریخی ـ قرون اولیه اسلامی                  | شهرستان دنا، بخش پاتاوه، ۷۰۰ م شمال روستای چم عربی                                   | ۲۴۶۷۸     | ۱۳۸۷/۱۱/۲۷ |       |
| ۴۳   | محوطه و گورستان کوه گل ۱       |                | تاریخی ـ اسلامی ـ قرون میانه و متاخر اسلامی | شهرستان دنا، ۱۰ کیلومتری شرق شهر سی سخت، منطقه کوه گل                                | ۲۴۶۷۹     | ۱۳۸۷/۱۱/۲۷ |       |
| ۴۴   | تپه سنگر                       |                | اشکانی ـ ساسانی                             | شهرستان دنا، بخش مرکزی، دهستان دنا، روستای امیرآباد                                  | ۲۴۶۸۰     | ۱۳۸۷/۱۱/۲۷ |       |
| ۴۵   | پناهگاه‌های صخره‌ای بادنگان سفلی |                | تاریخی ـ قرون اولیه و میانه اسلامی          | شهرستان دنا، بخش پاتاوه، دهستان پاتاوه، روستای بادنگان سفلی                          | ۲۴۶۸۱     | ۱۳۸۷/۱۱/۲۷ |       |
| ۴۶   | تل‌اسپید                        |                | تاریخی                                      | شهرستان دنا، بخش مرکزی، جنوب غربی شهر سی سخت، تل‌اسپید                                | ۲۵۳۷۰     | ۱۳۸۷/۱۲/۱۸ |       |
| ۴۷   | قلعه بادنگان                   |                | قرون میانه اسلامی                           | شهرستان دنا، بخش پاتاوه، دهستان پاتاوه، دو کیلومتری شمال روستای بادنگان              | ۲۵۳۷۱     | ۱۳۸۷/۱۲/۱۸ |       |
| ۴۸   | آبراهه گور گنجو                |                | تاریخی ـ قرون میانه اسلامی                  | شهرستان دنا، بخش پاتاوه، دهستان پاتاوه، روستای گورگنجو                               | ۲۵۳۷۲     | ۱۳۸۷/۱۲/۱۸ |       |
| ۴۹   | محوطه قلاچه                    |                | قرون میانه اسلامی                           | شهرستان دنا، بخش مرکزی، دهستان دنا، جنوب روستای معصوم‌آباد                            | ۲۵۳۷۳     | ۱۳۸۷/۱۲/۱۸ |       |